# 胥家镇
胥家镇，是中华人民共和国四川省成都市都江堰市曾经下辖的一个镇。2019年12月，撤销胥家镇，将其所属行政区域划归天马镇管辖。

## 行政区划
胥家镇撤销前下辖以下地区：
石龙社区、土什社区村、桂花社区村、大林社区村、桂林社区村、共和社区村、实践社区村、新民社区村、实新社区村、匡家社区村、圣寿社区村、柏河社区村、金胜社区村、南店社区村和龙马社区村。